# Rafael Lara Grajales (kommun)
Rafael Lara Grajales är en kommun i Mexiko.   Den ligger i delstaten Puebla, i den sydöstra delen av landet, 140 km öster om huvudstaden Mexico City.
Följande samhällen finns i Rafael Lara Grajales:
- Rafael Lara Grajales